# Priestley Lake
Der Priestley Lake ist ein 120 m langer und 25 m breiter See auf Inexpressible Island vor der Scott-Küste des ostantarktischen Viktorialands. Er liegt 200 m nordöstlich des Winterlagers der Nordgruppe um Victor Campbell bei der britischen Terra-Nova-Expedition (1910–1913) unter Robert Falcon Scott.
Der italienische Polarforscher Vittorio Liberia nahm während einer von 1988 bis 1989 durchgeführten italienischen Antarktisexpedition Vermessungen des Sees vor. Benannt ist er seit 1997 nach dem britischen Geologen Raymond Priestley (1886–1974), Mitglied der Terra-Nova- und der Nimrod-Expedition (1907–1909) unter Ernest Shackleton.